# Baldriga nielsoni
Baldriga nielsoni är en insektsart som beskrevs av Blocker 1982. Baldriga nielsoni ingår i släktet Baldriga och familjen dvärgstritar. Inga underarter finns listade i Catalogue of Life.